# 麦克阿瑟传
《麦克阿瑟传》（英語：MacArthur）是一部由约瑟夫·萨金特（Joseph Sargent）执导的1977年美国传记战争片，由格雷戈里·派克（Gregory Peck）主演，饰演美国陆军将军道格拉斯·麦克阿瑟。